# Microtendipes simantogeheus
Microtendipes simantogeheus är en tvåvingeart som beskrevs av Sasa, Suzuki och Sakai 1998. Microtendipes simantogeheus ingår i släktet Microtendipes och familjen fjädermyggor. Inga underarter finns listade i Catalogue of Life.